# Dasylophus cumingi
Dasylophus cumingi е вид птица от семейство Кукувицови (Cuculidae).

## Разпространение
Видът е ендемичен за северните Филипини.